# 박만춘
박만춘(1986년 2월 22일 ~ )은 대한민국의 전 축구 선수이다. FC 서울에서 활약하였으며 선수 은퇴 후 여러 구단에서 통역관과 코치직을 수행했다.

## 클럽 경력
2003년 안양 LG 치타스 (현 FC 서울)에 입단하였으며 2005년까지 선수로 뛰었다.

## 통역관 경력
FC 서울에서 선수로 활동하다 2006년부터 통역관으로 보직을 변경하였고2011년까지 재직하였다.